# Repetibilitat
Repetibilitat (en anglès: Repeatability o test-retest reliability) és la variació en les mesures fetes per una sola persona o Instrument de mesura en el mateix article i en el marc de les mateixes condicions. No s'ha de confondre amb la reproductibilitat. Una repetibilitat menor que la que seria perfecta causa una variabilitat prova-reprova (test-retest variability). Aquesta variabilitat pot ser causada, per exemple per una variabilitat intra-individual i variabilitat intraobservador. Un mesurement es pot dir que és repetible quan aquesta variació és menor que la d'un límit acordat 
La variabilitat prova-reprova (Test-retest variability) es fa servir en la pràctica, per exemple, en el monitoriatge mèdic de les condicions de salut. En aquestes situacions, hi ha sovint una "diferència crítica" predeterminada, i per a les diferències en els valors monitorats que són menors que aquesta diferència crítica, la possibilitat de variabilitat pre-prova com a única causa de la diferència pot ser considerada addicionalment a, per exemple, canvis en les malalties o els tractaments.

## Establiment de la repetibilitat
D'acord amb les Directrius per avaluar i expressar la incertesa dels resultats dels mesuraments NIST (Guidelines for Evaluating and Expressing the Uncertainty of NIST Measurement Results), les següents condicions s'han de complir en l'establiment de la repetibilitat:
- Que hi hagi el mateix procediment de mesura
- El mateix observador
- El mateix instrument de mesura i que s'utilitza en les mateixes condicions
- La mateixa ubicació
- Repetició durant un curt període.

Els mètodes de repetibilitat van ser desenvolupats per Bland i Altman (1986).
Si la correlació entre administracions diferents de la prova és alta (per exemple, 0,7 o major que en l'alfa de Cronbach de la coherència interna de taula)
El coeficient de repetibilitat és una mesura de precisió que representa el valor per sota del qual la diferència absoluta entre els resultats de dos assaigs repetits pot esperar-se que es trobi amb una probabilitat del 95%.
La desviació estàndard en condicions de repetibilitat és part de l'exactitud i la precisió.

## Conveniència de repetibilitat
La prova de fiabilitat test-retest és desitjable en la mesura dels constructes que no s'espera que canviïn amb el temps. Per exemple, si es fa per característiques dels tipus de personalitats com per exemple l'extraversió, que es creu que canviaran només molt lentament. Per contra, si es tracta de mesurar l'estat d'ànim, dels quals es pot esperar només una moderada fiabilitat els test-retest no serien adequats.

## Les proves psicològiques
Com que la mateixa prova es dona dues vegades i cada prova és paral·lela amb ella mateixa, les diferències entre les puntuacions de la prova i els resultats de la prova hauran de ser únicament a causa d'un error de mesura. Aquest tipus d'argument és força probable pera a molts mesuraments físics. tanmateix, aquest argument sovint és inapropiat per als mesuraments psicològics, ja que sovint és impossible considerar la segona administració d'una prova en mesura paral·lela amb la primera prova.

La segona administració d'una prova psicològica podria produir resultats sistemàticament diferents de la primera administració, a causa de les següents raons:
1. L'atribut que s'està mesurant pot canviar entre la primera prova i la contraprova. Per exemple, una prova de lectura que s'administra al setembre a una classe de tercer grau pot donar resultats diferents quan es torna a fer al juny. És d'esperar que hi hagi algun canvi en la capacitat de lectura dels nens en aquest període, una baixa correlació test-retest podria reflectir canvis reals en el mateix atribut.
2. L'experiència de fer la prova en ella mateixa pot canviar puntuació veritable d'una persona. Per exemple, completar un inventari d'ansietat pot servir per augmentar el nivell de l'ansietat d'una persona.
3. Efecte pròrroga, sobretot si l'interval entre prova i prova és curt. En repetir la prova, les persones poden recordar la seva resposta original, la qual cosa podria afectar les respostes en la segona administració.